# The Impossible Dream (The Quest)
The Impossible Dream (The Quest) (englisch für „Der unmögliche Traum (Die Suche)“) ist ein Pop- und Soul-Song von Joe Darion und Mitch Leigh aus dem Jahr 1965. Dieser erreichte im Laufe der Zeit durch diverse Coverversionen weitere Bekanntheit, wie etwa durch Frank Sinatra, Shirley Bassey, Elvis Presley, Roger Whittaker, Christopher Lee, Sarah Connor und Jennifer Hudson.

## Hintergrund
The Impossible Dream (The Quest) wurde im CBS 30th Street Studio in New York City aufgenommen. Außerhalb der USA ist es aus dem Broadway-Musical Der Mann von La Mancha, einer Don-Quichotte-Vertonung, durch Elvis Presley bekannt. Interpretiert wurde er unter anderem 1994 von dem US-amerikanischen Soul- und R&B-Sänger Luther Vandross und 2007 von der deutschen Popsängerin Sarah Connor auf ihrem sechsten Studioalbum Soulicious. 2019 wurde der Song in der Version von Andy Williams durch den Film John Wick: Kapitel 3 bzw. dessen Trailer einem breiteren Publikum bekannt.

## Coverversionen (Auswahl)
Eine Vielzahl von Interpreten und Interpretinnen haben The Impossible Dream (The Quest) gecovert.
- 1965: Richard Kiley auf dem originalen Broadway-Cast-Album Man of La Mancha
- 1966: Jack Jones (mit veränderten Texten) auf seinem Album The Impossible Dream; diese Version erreichte Platz 35 der Billboard Hot 100 Charts und Platz 1 der Adult Contemporary Charts
- 1966: Ed Ames auf seinem Album More I Cannot Wish You
- 1966: Frank Sinatra auf seinem Album That's Life
- 1966: Jim Nabors auf seinem Album Love Me With All Your Heart,[1] und 1967 in der Sitcom Gomer Pyle, U.S.M.C., Episode „The Show Must Go On“[2]
- 1967: The Temptations auf dem Album The Temptations in a Mellow Mood
- 1967: Shirley Bassey auf ihrem Album And We Were Lovers
- 1967: Robert Goulet auf seinem Album More Great Songs From the Big Hit Shows: Robert Goulet On Broadway, Volume 2[3]
- 1967: Matt Monro auf seinem Album Invitation to Broadway
- 1967: Ronaldo Reys veröffentlichte eine portugiesische Version Sonho Impossível, die später von einigen brasilianischen Künstlern gecovert wurde
- 1968: Roger Williams auf seinem Album More Than a Miracle
- 1968: The Hesitations auf ihrem Album Where We're At!
- 1968: The Imperials auf ihrem Album New Dimensions
- 1968: Andre Kostelanetz auf seinem Album For the Young at Heart
- 1968: Jacques Brel in der französischen Übersetzung („La Quête“) auf seinem Album L'Homme de la Mancha
- 1968: The Vogues auf ihrem Album Turn Around, Look at Me
- 1968: Glen Campbell auf seinem Album Hey Little One
- 1968: Andy Williams auf seinem Album Honey
- 1968: Cher auf ihrem Album Backstage
- 1968: The Smothers Brothers auf ihrem Album Smothers Brothers Comedy Hour
- 1968: Sergio Franchi auf seinem Album Wine and Song[4]
- 1969: Sammy Davis, Jr. auf seinem Album The Goin's Great
- 1969: Roger Whittaker auf seinem Album This is Roger Whittaker
- 1969: Scott Walker auf seinem Album Scott: Scott Walker Sings Songs from his TV Series
- 1969: Liberace auf seinem Album I Play Piano and Sing (Volume Two)
- 1969: Shani Wallis auf ihrem Album As Long as He Needs Me
- 1970: Roberta Flack auf ihrem Album Chapter Two
- 1970: Harry Secombe auf seinem Album „A Man And His Dreams“
- 1971: Malcolm Roberts auf seinem Album Sounds Like Malcolm Roberts
- 1972: Elvis Presley auf seinem Album Elvis as Recorded at Madison Square Garden
- 1972: Der Mormon Tabernacle Choir und das Columbia Symphony Orchestra auf dem Album Climb Every Mountain
- 1974: Ken Boothe auf seinem Album Everything I Own
- 1974: The Sensational Alex Harvey Band auf ihrem Album The Impossible Dream
- 1974: Maria Bethânia in der portugiesischen Übersetzung „Sonho Impossível“ ihres Albums A Cena Muda
- 1984: Albertina Walker und das Christ Universal Temple Ensemble auf dem Album The Impossible Dream
- 1989: Colm Wilkinson auf seinem Album Stage Heroes
- 1989: Scott Bakula als Sam Beckett in der Zurück in die Vergangenheit Episode „Catch a Falling Star“
- 1992 General Craig, USMC (gespielt von Jon Cypher), in der Major Dad TV show S2E22
- 1992: Carter USM auf ihrem Album 1992 – The Love Album
- 1994: Luther Vandross auf seinem Album Songs
- 1995: Roger Whittaker auf seinem Album On Broadway
- 1996: Tevin Campbell auf dem Compilation-Album Rhythm of the Games: 1996 Olympic Games Album
- 2000: José Carreras auf dem Compilation-Album Tonight – Hits from the Musicals
- 2001: Florence Ballard auf ihrem Album The Supreme Florence Ballard
- 2002: Brian Stokes Mitchell auf dem Broadway-Revival-Cast-Album Man of La Mancha
- 2003: Linda Eder auf ihrem Album Broadway My Way
- 2005: Aretha Franklin sang den Song bei der Beerdigung der Bürgerrechtlerin Rosa Parks
- 2006: Andy Abraham auf seinem Debütalbum The Impossible Dream
- 2006: Johnny Hallyday in der französischen Übersetzung La Quête auf seinem Live-Album Flashback Tour : Palais des sports 2006 and La Cigale : 12-17 décembre 2006
- 2007: Christopher Lee auf seinem Album Revelation
- 2007: Sarah Connor auf ihrem Album Soulicious; Das Lied war der offizielle Song zum Comeback von Henry Maske[5] und wurde von Sarah Connor am 30. März 2007 veröffentlicht. Es handelt sich um die erste Singleauskopplung ihres Albums.
- 2007: Jed Madela auf seinem Album Only Human
- 2008: Rhydian Roberts auf seinem Debütalbum Rhydian
- 2009: The Mighty Mighty Bosstones aufgenommen für das 7" Impossible Dream
- 2009: The Republic Tigers auf seinem iTunes Tributalbum His Way, Our Way
- 2010: Alfie Boe auf seinem Album Bring Him Home, Duett mit Matt Lucas
- 2011: Jackie Evancho auf ihrem Album Dream With Me Deluxe Edition
- 2014: Susan Boyle auf ihrem Album Hope
- 2015: Christina Bianco als Miss Wyoming, Mindy Maloney im TV-Film Signed, Sealed, Delivered:The Impossible Dream
- 2015: Gerphil Flores sang die Opernversion des Songs als ein Wettbewerbsstück beim großen Finale der Eröffnungssaison von Asia’s Got Talent, das sie auf Platz 3 setzte
- 2016: Ramon Jacinto auf seinem ersten Balladenalbum Romancing RJ
- 2016: Cynthia Erivo sang den Song bei den Kennedy Center Honors 2016
- 2017: Jason Manford auf seinem Debütalbum A Different Stage
- 2020: Josh Groban auf seinem Album Harmony

## Titelliste der Single
Maxi-Single
1. The Impossible Dream (The Quest)
2. The Impossible Dream (The Quest) (Gospel-Fight-Nite-Version)
3. Soulicious
4. The Impossible Dream (The Quest) (Video)